# الخشعة (يريم)

تعديل مصدري - تعديل

الخشعة محلة تابعة لقرية بيت العماري، التابعة لعزلة بني منبة بمديرية يريم إحدى مديريات محافظة إب في الجمهورية اليمنية.، بلغ تعداد سكانها 23 حسب تعداد اليمن لعام 2004.